# NAM Atlântico (A140)
El NAM Atlântico (A140) de la Marina de Brasil es un buque de asalto anfibio tipo LPH (Landing Platform Helicopter). Originalmente sirvió en la Royal Navy entre 1995 y 2018 como HMS Ocean (L12). Fue puesto en gradas en 1994, botado en 1995 y asignado en 1998.

## Construcción
Su puesta de quilla fue el 30 de mayo de 1994, su botadura el 11 de octubre de 1995 y su entrada en servicio el 30 de septiembre de 1998. El 29 de junio de 2018, fue transferido a la Marina de Brasil.

## Aeronaves

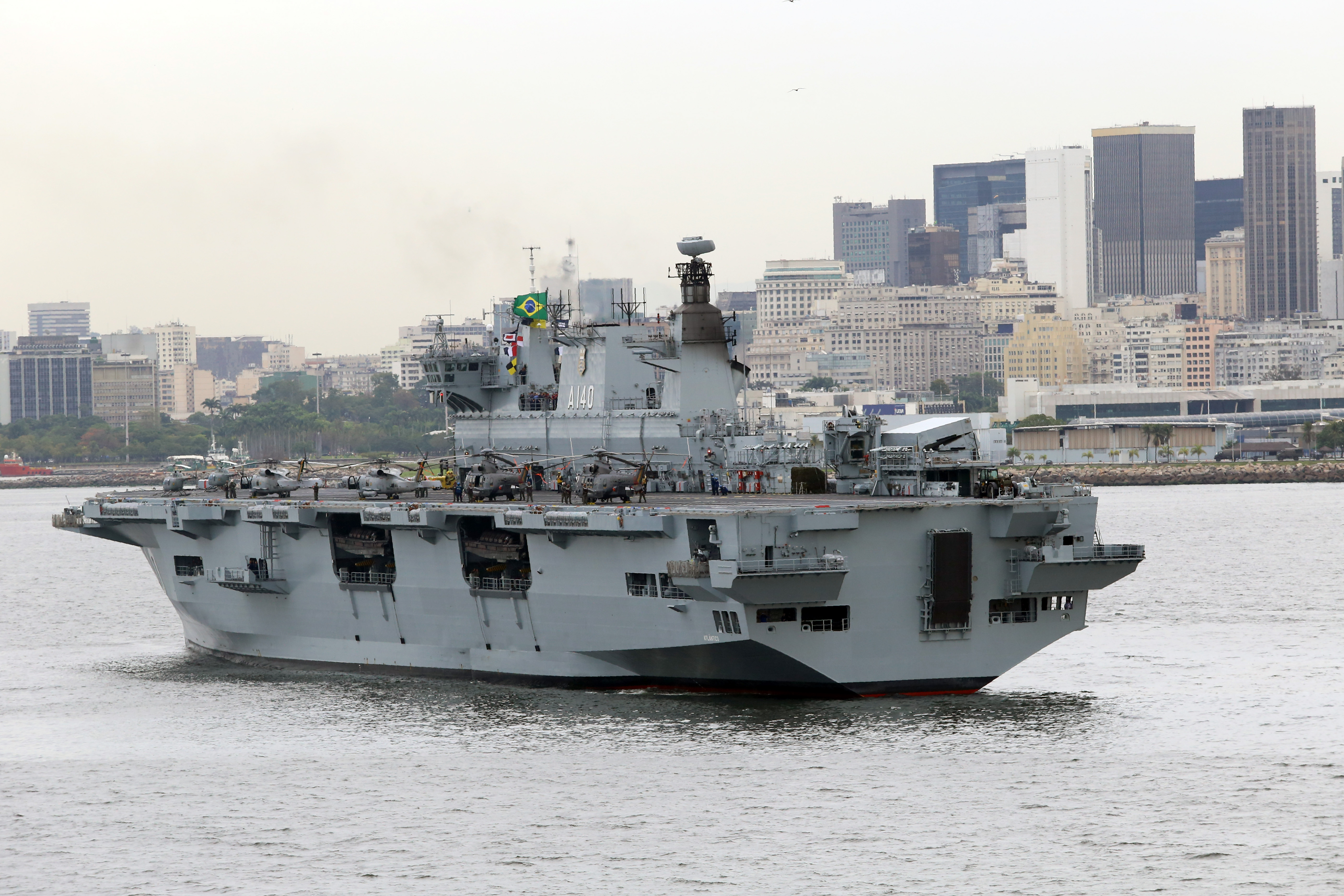
NAM Atlantic con helicóptero

El buque tiene capacidad de operar hasta 18 helicópteros y drones; la marina de guerra de Brasil opera con helicópteros SH-60 Seahawk, EC725 Super Cougar, Super Linx y otros, además de los helicópteros de la FAB y del EB.

## Historia de servicio
De 2012 a 2014 fue modernizado por £ 65 millones, incorporando el radar Tipo 997 y el misil superficie-aire Sea Ceptor.
El 19 de febrero de 2018 la Marinha do Brasil compró el buque por $118 millones. El 27 de marzo la reina Isabel II descomisionó al Ocean en ceremonia formal. El 29 de junio fue transferido en la base naval HMNB Devonport.
En 2022 la marina brasileira firmó contrato con Babcock International para el mantenimiento del Atlântico.
En 2022 el Atlântico participó de una revista naval en la bahía de Guanabara (Río de Janeiro) por el Bicentenario de la Independencia de Brasil junto a naves de la Marinha do Brasil y las marinas de otras naciones.